# Římskokatolická farnost Nasavrky
Římskokatolická farnost Nasavrky je územním společenstvím římských katolíků v rámci chrudimského vikariátu královéhradecké diecéze.

## O farnosti

### Historie
V roce 1350 je v Nasavrkách doložen kostel s duchovní správou (plebanií). V roce 1355 se staly majetkem pozdějšího pražského arcibiskupa, prvního českého kardinála, Jana Očka z Vlašimi. Původní gotický kostel vyhořel a v roce 1740 byl barokně přestavěn. V letech 1999–2001 byla u kostela postavena nová fara.

### Zrušená farnost Trhová Kamenice
Trhová Kamenice je písemně poprvé doložena v roce 1439. Podle místní tradice byla založena benediktiny z kláštera ve Vilémově. Dne 8. května 1945 byl nacistickými vojáky brutálně zavražděn místní farář Oldřich Kučera (viz Masakr v Trhové Kamenici). Farnost byla administrativně zrušena k 1. lednu 2009 a sloučena s farností nasavrckou.

### Současnost
Farnost má sídelního duchovního správce, který spravuje pouze tuto jedinou farnost. 
| Fotografie | Kostel                        | Místo           | Bohoslužba             | Bohoslužba             | Poznámka                  |
| ---------- | ----------------------------- | --------------- | ---------------------- | ---------------------- | ------------------------- |
|            | Kostel sv. Jiljí              | Nasavrky        | neděle středa pátek    | 9.30 18.00 16.00       | farní kostel              |
|            | Domov s pečovatelskou službou | Nasavrky        | 1. sobota v měsíci     | 18.00                  | jiný bohoslužebný prostor |
|            | Kostel sv. Mikuláše           | Rváčov          | neslouží se pravidelně | neslouží se pravidelně | filiální kostel           |
|            | Kostel sv. Filipa a Jakuba    | Trhová Kamenice | neděle čtvrtek         | 8.00 17.00             | filiální kostel           |
|            | Kostel sv. Jana Nepomuckého   | Zubří           | neslouží se pravidelně | neslouží se pravidelně | filiální kostel           |